# Remington Model 1890

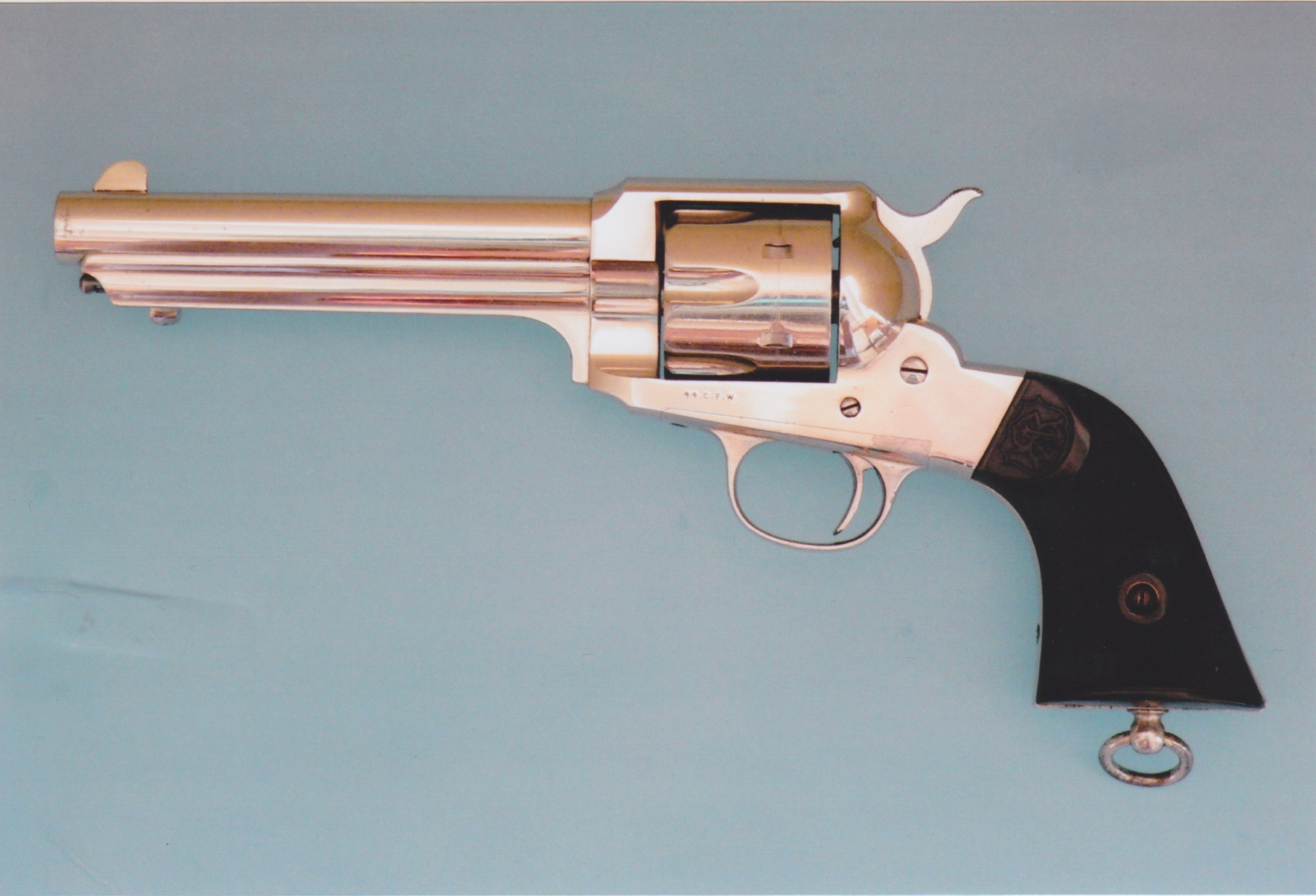
Um Remington Model 1890

O Remington Model 1890 New Model Army foi um revólver fabricado pela Remington Arms. Foram produzidas 2.020 unidades desse modelo entre 1890 e 1896. 

## Características
O Remington Model 1890 era baseado no bem-sucedido Remington Model 1875 e do menos conhecido Remington Model 1888, com ambos os revólveres tendo o mesmo tamanho, aparência e cilindro removível. O 1890 Remington de ação simples manteve o corpo sólido e o estilo do Model 1875, mas sem a grande placa de sustentação sob o eixo ejetor, e equipado com empunhadura de borracha corrugada. Assim como o Model 1875 o Model 1890 foi feito para cartuchos metálicos, mas só foi distribuído no calibre .44-40.

## Remington Model 1888

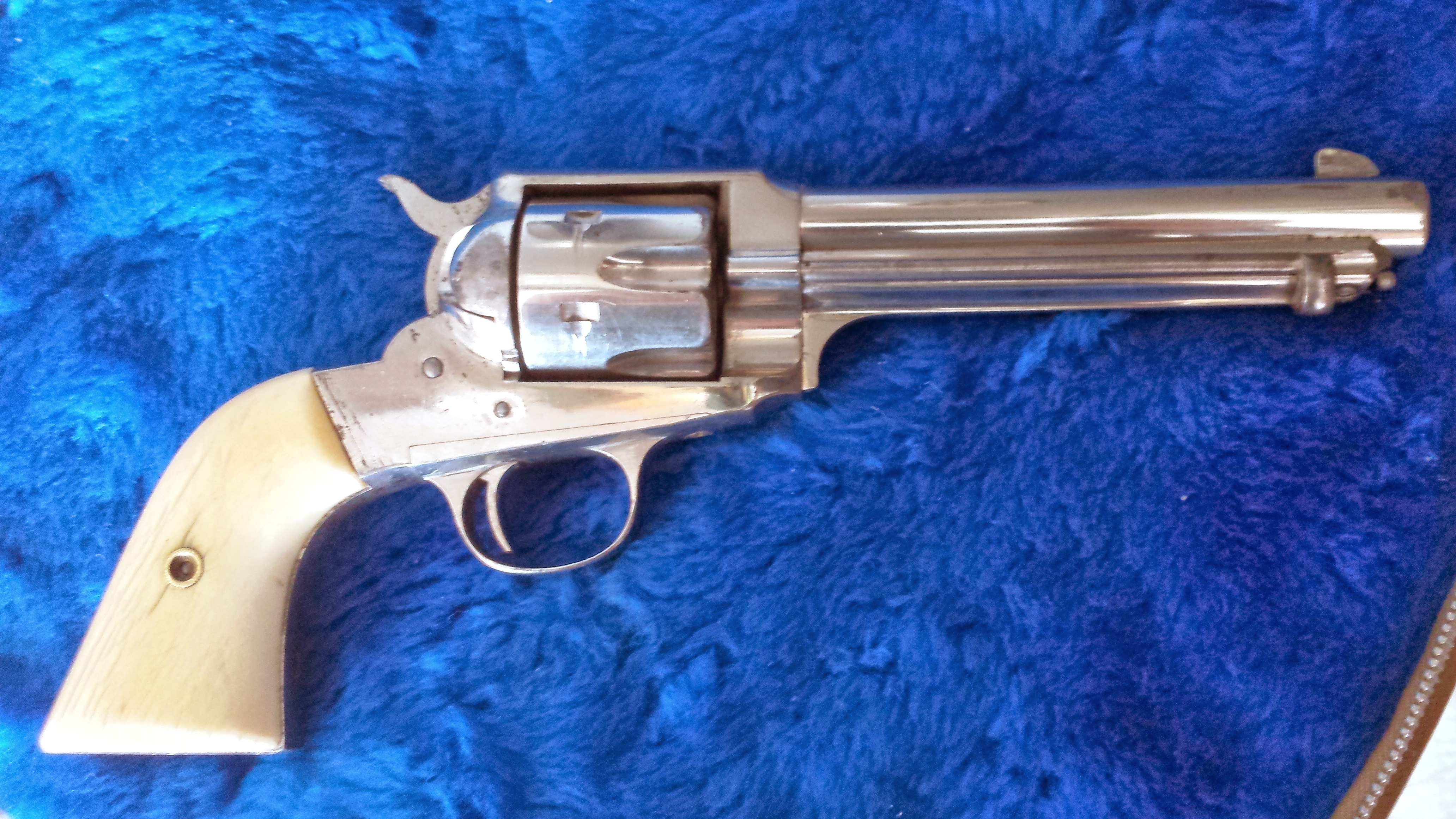
Um Remington Model 1888 niquelado.

O "New Model Pocket Army" introduzido em 1888, foi um modelo de transição do sistema de póvora e bala separados para o sistema de cartucho integrado. Fabricado apenas entre 1888 e 1889, o total de unidades produzidas, foi menor que 1.000, feitas em sua maior parte, com peças do Model 1875, com isso, existiram algumas duplicidades de números de série, no entanto, "números de montagem" foram adicionados (nenhum acima de 300). A maioria deles era niquelado, sendo alguns poucos de aço azulado. Visualmente, ele é idêntico ao Model 1890, com exceção do endereço gravado no topo do cano. O calibre era o .44-40, com a empunhadura do lado esquerdo gravado com  "44" ou "44W". Num catálogo de um distribuidor, o cano é especificado como tendo 5 ½ polegadas, mas foram encontrados exemplares com canos de 5 ¾ de polegada. O gabinete do ejetor, é visualmente idêntico ao do Model 1890. O distribuidor de Nova Iorque, Hartley and Graham assumiu o controle da E. Remington & Sons e rebatizou a empresa para Remington Arms Company em 1888, e é possivel que esse modelo tenha sido fabricado com exclusividade para eles.